# Steatocranus
Steatocranus is een geslacht van straalvinnige vissen uit de familie van de cichliden (Cichlidae).

## Soorten
- Steatocranus bleheri Meyer, 1993
- Steatocranus casuarius Poll, 1939
- Steatocranus gibbiceps Boulenger, 1899
- Steatocranus glaber Roberts & Stewart, 1976
- Steatocranus irvinei (Trewavas, 1943)
- Steatocranus mpozoensis Roberts & Stewart, 1976
- Steatocranus rouxi (Pellegrin, 1928)
- Steatocranus tinanti (Poll, 1939)
- Steatocranus ubanguiensis Roberts & Stewart, 1976